# RuPaul's Drag Race: All Stars
RuPaul's Drag Race All Stars és un programa de talents protagonitzat per drag-queens i presentat per RuPaul, derivat del format RuPaul's Drag Race. Des del 2012, se n'han fet cinc edicions, emeses originalment als Estats Units per Logo TV (les dues primeres) i a VH1 (les tres darreres). VH1 va anunciar el 20 d'agost de 2020 que renovava el programa per una sisena temporada.
A All Stars, RuPaul dona una segona oportunitats a aquelles exconcursants de Drag Race que hagin tingut les carreres més exitoses després de sortir del programa, tot i no haver-lo guanyat. Com en l'original, RuPaul fa de presentadora i de líder del jurat, que ha de valorar les diverses proves a què s'enfronten les drag-queens setmanalment. Actualment, els membres del jurat habitual sónRuPaul, Michelle Visage, Carson Kressley i Ross Matthews, a més dels membres convidats de cada episodi. La guanyadora d'All Stars rep un premi de 100.000 dòlars, s'emporta un subministrament d’un any de cosmètics d'Anastasia Beverly Hills i se li concedeix un lloc a l'anomenat "Drag Race Hall of Fame" (Saló de la Fama de Drag Race).
Fins ara, les drag-queens guanyadores han estat, per ordre, Chad Michaels, Alaska Thunderfuck, Trixie Mattel, Monét X Change i Trinity the Tuck (ex aequo), i Shea Couleé.
El format de competició ha anat variant al llarg de les temporades. A la primera temporada, les reines van haver de competir en equips de dos. A partir de la segona temporada, les concursants decidirien a qui eliminar cada setmana.

## Temporades
| Temporada | Data de l'estrena      | Data de finalització   | Guanyadores                     | Fotografia | Finalistes                       | Premis de la guanyadora |
| --------- | ---------------------- | ---------------------- | ------------------------------- | ---------- | -------------------------------- | --- |
| 1         | 22 d'octubre de 2012   | 26 de novembre de 2012 | Chad Michaels                   |            | Raven                            | - 100.000 dòlars - Un lloc al Saló de la Fama de la Drag Race - Un subministrament de cosmètics MAC - Un viatge de vacances amb ALandCHUCK.travel |
| 2         | 25 d'agost de 2016     | 27 d'octubre de 2016   | Alaska                          |            | Detox Icunt Katya Zamolodchikova | - 100.000 dòlars - Un lloc al Saló de la Fama de la Drag Race - Un subministrament d’un any de cosmètics Anastasia Beverly Hills                  |
| 3         | 5 de gener de 2018     | 15 de març de 2018     | Trixie Mattel                   |            | Kennedy Davenport                | - 100.000 dòlars - Un lloc al Saló de la Fama de la Drag Race - Un subministrament d’un any de cosmètics Anastasia Beverly Hills                  |
| 4         | 14 de desembre de 2018 | 15 de febrer de 20119  | Monét X Change Trinity the Tuck |            | Naomi Smalls Monique Heart       | - 100.000 dòlars - Un lloc al Saló de la Fama de la Drag Race - Un subministrament d’un any de cosmètics Anastasia Beverly Hills                  |
| 5         | 5 de juny de 2020      | 24 de juny de 2020     | Shea Couleé                     |            | Jujubee Miz Cracker              | - 100.000 dòlars - Un lloc al Saló de la Fama de la Drag Race - Un subministrament d’un any de cosmètics Anastasia Beverly Hills                  |

### Temporada 6 (2021)
El 20 d’agost de 2020, VH1 va renovar la sèrie per la sisena temporada.